# Салахов, Таир Теймур оглы
Таи́р Тейму́рович Сала́хов (азерб. Tahir Teymur oğlu Salahov;; 29 ноября 1928, Баку, СССР — 21 мая 2021, Берлин, Германия) — советский, азербайджанский и российский живописец, театральный художник, педагог, профессор МГАХИ им. В. И. Сурикова. Вице-президент Российской академии художеств (1997—2021)
Академик АХ СССР (1975; член-корреспондент 1966). Герой Социалистического Труда (1989). Народный художник СССР (1973). Народный художник РФ (1996). Лауреат Государственной премии СССР (1968), двух Государственных премий Азербайджанской ССР (1965, 1970) и Государственной премии РФ (2012).

## Биография
Таир Салахов родился 29 ноября 1928 года в Баку в семье партийного работника Теймура Салахова (1898 г.р.) и его жены Соны (1901 г.р.). Отец был арестован в 1937 году и расстрелян, лишь в 1956 году с него были сняты обвинения за «отсутствием состава преступления». В интервью газете «Коммерсантъ» Таир Салахов рассказал:
«Отец был арестован 29 сентября 1937 года, я хорошо это помню, мне было девять лет. Он был первым секретарём Лачинского райкома Компартии. 4 июля 1938 года после заседания тройки — у меня есть отцовское дело, там четыре статьи тяжелейшие против него — его приговорили к высшей мере и привели в исполнение. Мы узнали об этом только в 1956 году, когда его реабилитировали. Всё это наложило отпечаток на нас, пятерых детей. Мы не верили, что наш отец что-то совершил, мы хотели возродить доброе имя отца и матери».
Он также вспоминал:

«И наша мать нас, пятерых детей, вырастила одна. За двадцать лет в наш дом не зашёл ни один человек, все боялись: это ведь была семья врага народа. Нам не подавали руки, мы, дети, выросли в какой-то изоляции. Но помню, как отец клал рубль под серебряную чернильницу и говорил: „Ну, кто сегодня лучше нарисует Чапаева?“. Он засыпал, а мы старались. Эти конкурсы, пожалуй, и сделали из нас художников. У меня есть картина — портрет матери. Мать у меня на фоне агавы — и это не листья агавы, это мы, её дети!..»

В 1950 году окончил Художественное училище имени Азима Азимзаде в Баку, но строчка «сын врага народа» в биографии помешала ему поступить в Институт живописи, скульптуры и архитектуры им. И. Е. Репина. Несмотря на это, в 1957 году он окончил Московский государственный академический художественный институт имени В. И. Сурикова (мастерская П. Д. Покаржевского) по специальности художник-живописец.

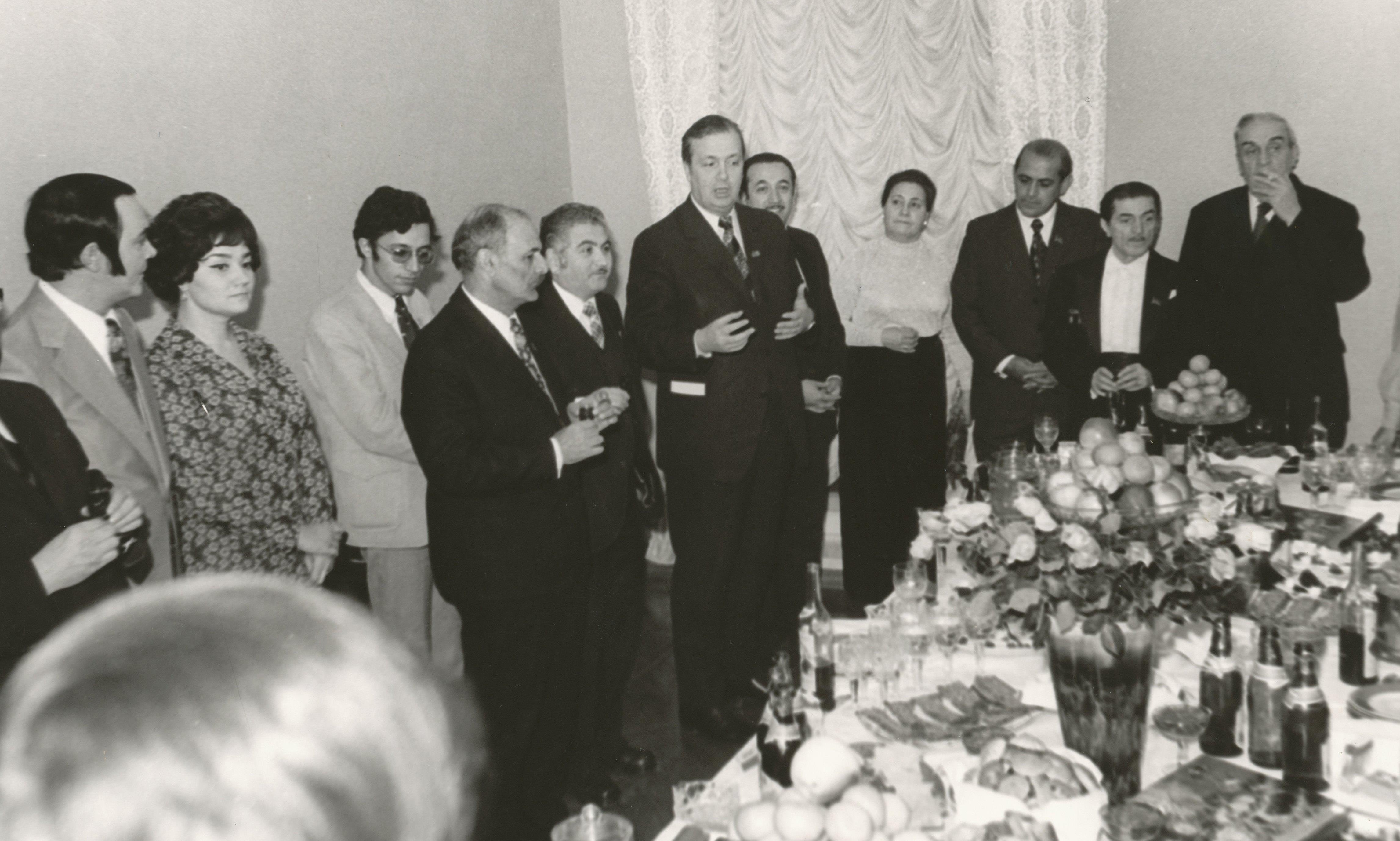
Таир Салахов (пятый справа) на приёме в постпредстве Азербайджанской ССР в Москве в 1978 году

В период с 1963 по 1974 год преподавал в Азербайджанском государственном институте искусств имени М. А. Алиева (сначала доцент, с 1973 — профессор), а с 1975 года — в Московском художественном институте имени В. И. Сурикова.
Уже первые его работы, созданные во время учёбы в училище и в институте («Волны», «Эстакада» (1955), дипломная работа в Суриковском институте «С вахты» (1957)), привлекли внимание зрителей и специалистов. Вскоре он стал одним из наиболее известных советских художников периода «оттепели» и одним из основоположников и лидеров так называемого «сурового стиля» в живописи, который был вызовом приглаженному реализму сталинского времени.
Видное место в творчестве художника занимает цикл произведений о нефтяниках Азербайджана. В числе наиболее известных работ картины «Утренний эшелон» (1958), «Ремонтники» (1960), «Над Каспием» (1961), «Женщины Апшерона» (1967), «Утро на Каспии» (1986) и др.
Большой успех имела и портретная галерея художника, в том числе и такие работы, как «Айдан» (1967), портреты матери, «Портрет Дана» (1983), а также галерея образов деятелей культуры, в частности портреты:
- композиторов Д. Д. Шостаковича, К. А. Караева, Ф. М. Д. Амирова,
- художника Р. Раушенберга,
- актёра М. Шелла,
- писателей Мирзы Алекпера Сабира, Расула Рзы, Г. Гессе, Максуда Ибрагимбекова,
- виолончелиста М. Л. Ростроповича и др.

Также получил признание за свои натюрморты и пейзажи Апшерона, декорации к спектаклям, работы, выполненные в США, Италии, Мексике («Мексиканская коррида»; 1969) и других странах.
Произведения представлены в крупнейших музеях России, Азербайджана, Украины, и других государств бывшего СССР, хранятся во многих музейных и частных собраниях мира. С 1950-х годов он является постоянным участником крупных республиканских, Всесоюзных и международных художественных смотров. Его персональные выставки неоднократно проводились в Баку и Москве, а также во многих странах мира.
Внёс вклад в осуществление реставрационных работ в храме Христа Спасителя, работая в художественном совете Российской академии художеств, который курировал этот процесс. Важные росписи в храме исполнили его ученики. Благодаря его усилиям в России состоялись выставки таких известных зарубежных художников, как Ф. Бэкон, Г. Юккер, Д. Розенквист, Р. Раушенберг, Я. Кунеллис, Р. Тамайо и других.

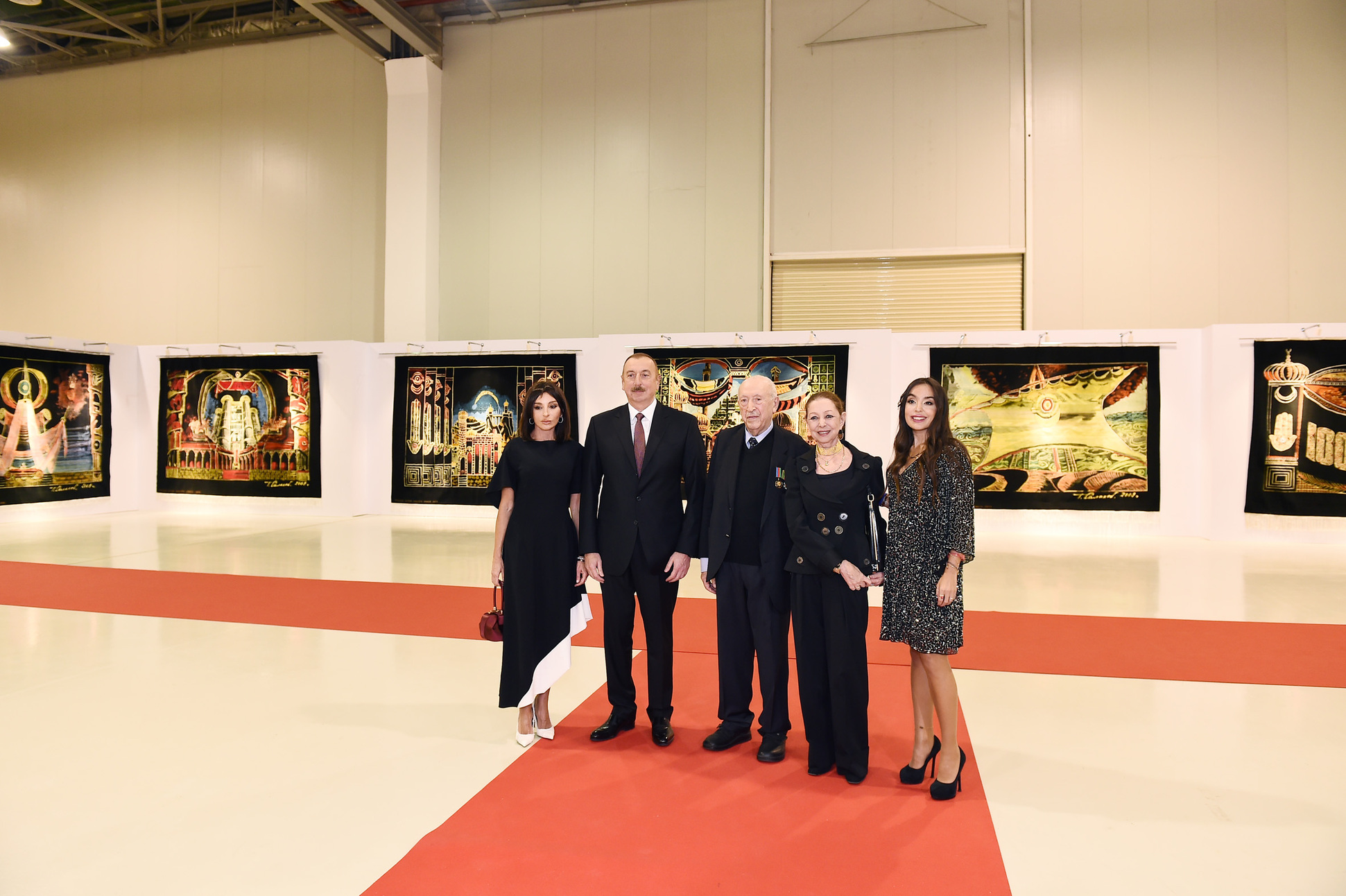
Таир Салахов на выставке в Баку, посвящённом своему 90-летию

В 1984—1992 годах заведовал кафедрой живописи и композиции МГАХИ имени В. И. Сурикова, руководитель мастерской станковой живописи (1974—1992). Воспитал целую плеяду известных художников. По мнению белорусского художника Андрея Дубинина, творчество Т. Салахова существенно повлияло на становление народного художника Республики Беларусь Мая Данцига.
Работал ответственным секретарём Союза художников Азербайджана (1960—1961). Председатель правления Союза художников Азербайджанской ССР (1972—1974). Занимал должность первого секретаря правления СХ СССР (1973—1992).
Академик АХ СССР (1975; член-корреспондент 1966). Член Президиума Академии художеств СССР с 1979 года, вице-президент Российской академии художеств с 1997 года.
С 1979 года — академик-секретарь отделения живописи и член президиума РАХ (до мая 1992 — АХ СССР); в 1997 году избран вице-президентом РАХ.
С 1992 года — вице-президент международной федерации художников (IFA). Почётный президент Международной ассоциации пластических искусств при ЮНЕСКО (1982), вице-президент международной Федерации художников России (1997). Почётный член Союза художников ГДР (1975). Почётный член Общества деятелей изобразительного искусства Австрии (1983). Почётный член Федерации культуры и образования штата Монтана (США, 1985). Действительный член Европейской академии наук и искусств (2011). Член Французской академии искусств (1987). Член-корреспондент Королевской Академии изящных искусств Сан-Фернандо в Мадриде (Испания, 1988). Действительный член Академии изящных искусств Азербайджана (1993). Действительный член АХ Кыргызской республики (1998).
Заместитель председателя Палаты по науке, образованию и культуре, председатель Комиссии по связи с творческими союзами в Политическом консультативном Совете при Президенте РФ (1996). Член комитета по Ленинским и Государственным премиям СССР в области литературы, искусства и архитектуры при СМ СССР (1976—1989)
Член КПСС с 1964 года. Член ЦК КПСС в 1990—1991 гг. Делегат XXIII—XXVIII съездов КПСС. Депутат Верховного Совета СССР 7-8 созывов (1966—1974). Депутат Верховного Совета Азербайджанской ССР (1963—1967). Депутат Верховного Совета РСФСР 10-11-го созывов.

Портрет композитора Кара Караева, 1960 год. Третьяковская галерея
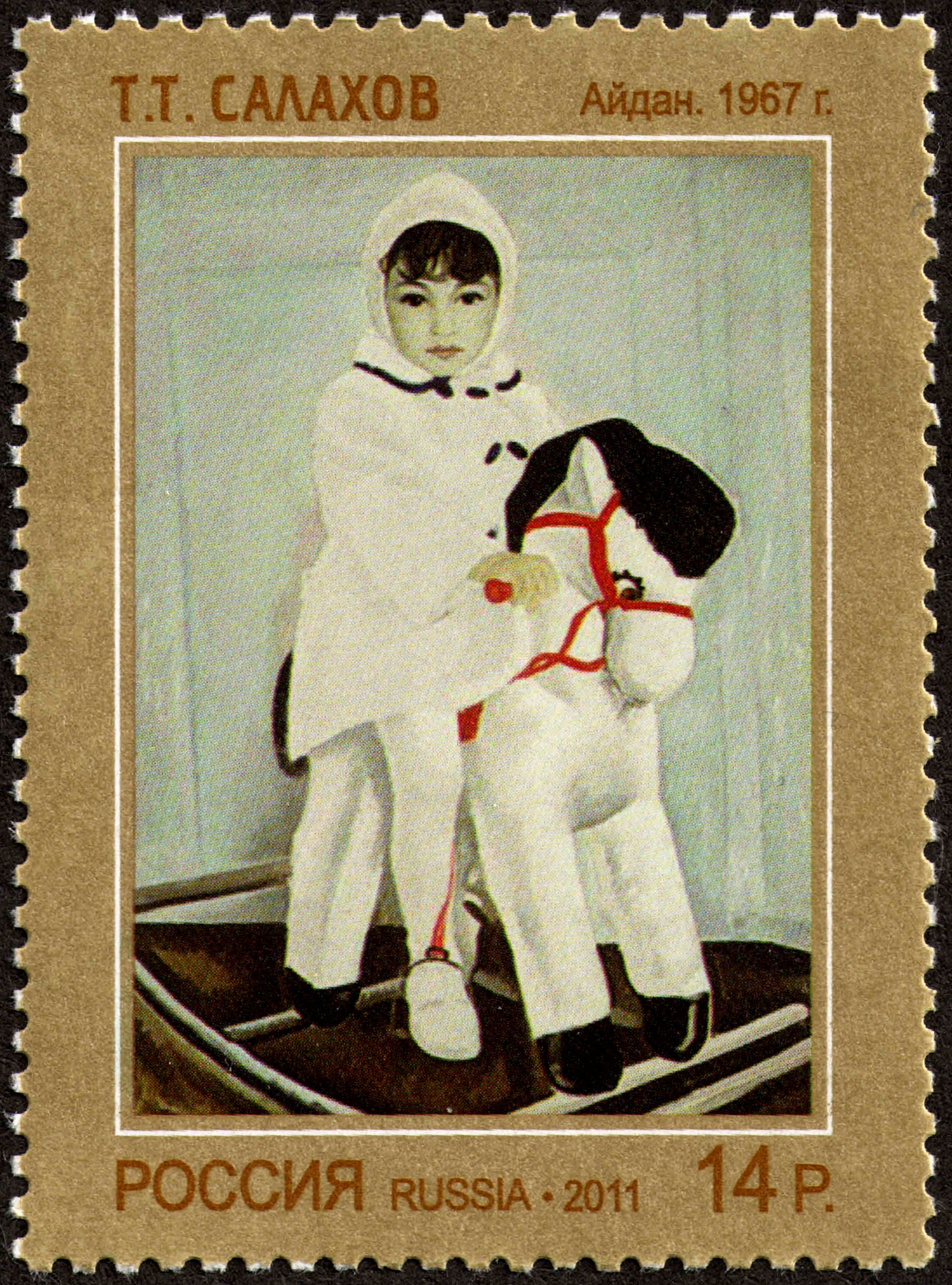
Картина Таира Салахова «Айдан» 1967 года на почтовой марке России, 2011 год.

Скончался 21 мая 2021 года на 93-м году жизни в одной из клиник Берлина от воспаления лёгких. Похоронен 24 мая на первой Аллее почётного захоронения в Баку.

## Семья
Отец — Теймур Салахов (1898—1938), партийный работник, репрессирован.
Мать — Сона Салахова (1901—?)
Сестра — Зарифа Салахова, заслуженный работник культуры Азербайджана, создатель и учредитель Бакинского музея миниатюрных книг.
Первая жена — Ванцетта Мухитдиновна Ханум, художник, дочь Тамары Ханум, народной артистки СССР.
- Дочери — Лара (род. 1949), Алагез (1953—2023)[16], бывшая жена Константина Райкина, Айдан (род. 1964), художник, академик РАХ.
  - Внук — Дан Султанов (род. 1975), руководитель бренд менеджмента и маркетинговых коммуникаций компании «Лукойл».
  - Внук — Кайхан Салахов (род. 1993), художник, архитектор, скульптор.

Вторая жена — Варвара Александровна Салахова (1952—2020), солистка Государственного ансамбля Игоря Моисеева.
- Сын — Иван Таирович Салахов (род. 1977), реставратор живописи, работает в Государственной Третьяковской галерее.
  - Внучка — Варвара (род. 2016)[17].

## Работы находятся в собраниях
- ГТГ, Москва.
- Русский музей, Санкт-Петербург.

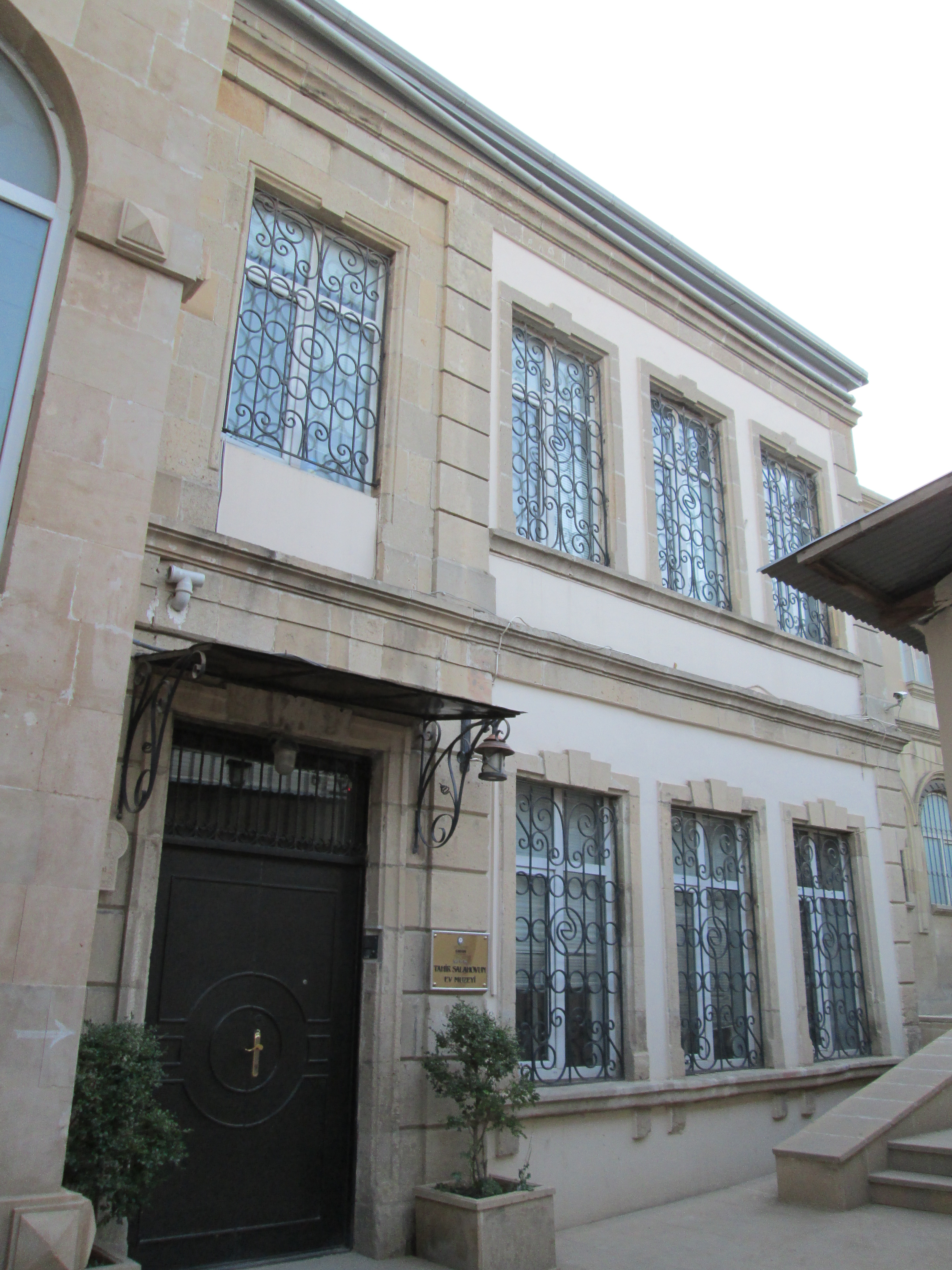
Дом-музей Таира Салахова в Баку

- Институт русского реалистического искусства, Москва.
- Московский музей современного искусства, Москва.
- Государственный музей искусства народов Востока, Москва.
- Музей актуального искусства ART4.RU, Москва.
- Национальный музей искусств Азербайджана, Баку, Азербайджан.
- Музей русского искусства, Тайвань.

## Некоторые выставки
- 2009 — «Таир Салахов. Живопись. Графика». Фонд культуры «Екатерина», Москва.
- 2008 — «Тебе, человечество!». Айдан галерея, Москва.
- 2013 — «На стыке веков». Центр Гейдара Алиева, Баку.
- 2016 — «Солнце в зените». Государственная Третьяковская галерея, Москва.
- 2018 — В честь 90-летия Таира Салахова. Baku Expo Center, Баку.

## Награды и звания

### Звания
- Герой Социалистического Труда (24 февраля 1989) — за большие заслуги в развитии советского изобразительного искусства и плодотворную общественную деятельность[18]
- Народный художник СССР (28 апреля 1973) — за большие достижения в развитии советского изобразительного искусства[19]
- Народный художник Азербайджанской ССР (12 апреля 1963) — за заслуги в развитии азербайджанского советского изобразительного искусства[20]
- Заслуженный деятель искусств Азербайджанской ССР (1 сентября 1962) — за заслуги в развитии азербайджанского советского изобразительного искусства[21]
- Народный художник Российской Федерации (2 мая 1996) — за большие заслуги в области искусства[22]

### Ордена и медали
СССР:
- Орден Ленина (24 февраля 1989) — за большие заслуги в развитии советского изобразительного искусства и плодотворную общественную деятельность
- Орден Октябрьской Революции (23 марта 1976) — за заслуги в развитии советской науки, народного образования, культуры, в улучшении обслуживания населения и достигнутые успехи в выполнении заданий девятой пятилетки[23]
- Орден Трудового Красного Знамени (2 июля 1971) — за большие успехи, достигнутые в выполнении заданий пятилетнего плана[24]
- Орден Дружбы народов (1981)[8]
- Медаль «За трудовое отличие» (9 июня 1959) — за выдающиеся заслуги в развитии азербайджанского искусства и литературы и в связи с декадой азербайджанского искусства и литературы в гор. Москве[25]
- Медаль «В память 850-летия Москвы»
- Медаль «В ознаменование 100-летия со дня рождения Владимира Ильича Ленина»

России:
- Орден «За заслуги перед Отечеством» II степени (13 декабря 2003) — за выдающиеся заслуги в области изобразительного искусства[26]
- Орден «За заслуги перед Отечеством» III степени (28 ноября 1998) — за большой личный вклад в развитие изобразительного искусства[27]
- Орден Дружбы (29 января 2016) — за заслуги в развитии отечественной культуры и искусства, многолетнюю плодотворную деятельность[28]
- Орден Славы и чести (РПЦ)

Азербайджана:
- Орден «Гейдар Алиев» (27 ноября 2008) — за исключительные заслуги в развитии азербайджанской культуры[29][30]
- Орден «Независимость» (28 ноября 1998) — за большие заслуги в развитии азербайджанской культуры[31]
- Орден «Труд» I степени (28 ноября 2018) — за особые заслуги в развитии азербайджанского изобразительного искусства[32]
- Орден «Сын Отечества» (2011, Международный фонд «Деде Горгуд» и журнал «Азербайджан дуньясы»)[33]

Других государств:
- Орден «За вклад в культуру» (Польша, 1978)
- Орден Кирилла и Мефодия I степени (Болгария, 1979)[8]
- Орден Чести (Грузия) (2003)
- Офицер Ордена Искусств и литературы (Франция, 12 мая 2009) — за особые заслуги в развитии культурных связей между Азербайджаном и Францией[34]
- Офицер ордена Почётного легиона (Франция, 2015)[35]

### Поощрения Президента Российской Федерации
- Почётная грамота Президента Российской Федерации (27 февраля 2019) — за заслуги в развитии культуры и искусства, многолетнюю плодотворную деятельность[36]

### Премии
- Государственная премия СССР в области литературы, искусства и архитектуры 1968 года (5 ноября 1968) — за картины: «Ремонтники», «Портрет композитора Кара-Караева», «У Каспия»[37]
- Государственная премия Российской Федерации (7 июня 2013) — за вклад в развитие отечественного изобразительного искусства[38]
- Государственная премия Азербайджанской ССР им. Мирзы Фатали Ахундова (28 апреля 1965) — за художественное оформление спектакля «Антоний и Клеопатра» У. Шекспира на сцене Азербайджанского ГДТ им. М. Азизбекова
- Государственная премия Азербайджанской ССР (29 сентября 1970) — за картину «Новое море»
- Премия Гейдара Алиева Азербайджанской Республики (6 мая 2015) — за исключительные заслуги в развитии азербайджанской культуры и достойный вклад в мировую сокровищницу изобразительного искусства[39]

### Другие награды
- Премия ВЛКСМ (1959)[40]
- Диплом VII Всемирного фестиваля молодежи и студентов в Вене — за пейзаж-картину «Утренний эшелон» (1959)
- Серебряная медаль АХ СССР (1960)[9]
- Золотая медаль им. М. Б. Грекова — за создание произведений на героико-патриотическую тему (1977)
- 1-я премия Международной выставки Триеннале реалистической живописи в Софии (Болгария, 1979)[8]
- Благодарность Министра культуры Российской Федерации (4 ноября 2003) — за выдающийся вклад в развитие отечественной культуры и в связи с 75-летием со дня рождения[41]
- Персональная пенсия Президента Азербайджанской Республики (10 ноября 2005)[42]
- Орден Славы (2008, Российская академия художеств)[43]
- Золотая медаль Союза художников Азербайджана (2008, Азербайджан)[44]
- Медаль «Пикассо» (2009, ЮНЕСКО)[45]
- Специальный диплом «Человек года» (2009, Азербайджан)[46]
- Международная премия «Золотой чинар» (2010, Азербайджан)
- Межгосударственная премия «Звёзды Содружества» (2010)
- Медаль «Сяняткяр» (2015, Союз театральных деятелей Азербайджана)[47]
- Орден «Служение искусству» (2018)[48]
- Нагрудный знак МИД России «За вклад в международное сотрудничество» (2019, Министерство иностранных дел Российской Федерации)[49]

## Цитаты
Таир — богатство Азербайджана, да и не только Азербайджана, но и России.
— Зураб Церетели

Салахов — это гений, он останется в истории. Хотя он не писал моего портрета, но я его уважаю. Я чувствую в его работах некоторый реализм, он в своих работах успешно сочетает чёрные и белые цвета. Как вы знаете, чёрный цвет — это цвет галантности. Желаю моему другу крепкого здоровья и семейного счастья
— Пьер Карден

### Видеоматериалы
- «Таир Салахов. Художник мира» (2003) — документальный фильм телеканала «Культура»